# Marcus Fizer
Darnell Marcus Lamar Fizer, né le 10 août 1978 à Détroit au Michigan, est un joueur américain de basket-ball. Ailier fort jouant alternativement en NBA et NBADL, il a signé le 20 juin 2007 un contrat de deux ans avec l'équipe israélienne du Maccabi Tel-Aviv.

## Biographie
Après trois années à l'université d'État de l'Iowa, où Fizer est élu dans la All-America Second Team lors de son année junior, il est sélectionné au 4e rang de la draft 2000 par les Bulls de Chicago. Beaucoup d'observateurs suspectent les dirigeants des Bulls d'avoir sélectionné Fizer afin de pouvoir le transférer contre un autre joueur, puisque les Bulls disposaient déjà d'Elton Brand au poste d'ailier fort. Cependant, aucune transaction n'est effectuée et Fizer passe les quatre années suivantes à chercher sa place dans l'effectif des Bulls. En 2004, il est sélectionné par les Bobcats de Charlotte lors de la draft d'expansion. N'étant pas retenu dans l'effectif final, il signe en tant qu'agent libre avec les Bucks de Milwaukee. Après une saison décevante avec Milwaukee, il ne réussit pas à trouver d'accord en tant qu'agent libre avec une autre équipe. En novembre 2005, il s'engage avec les Toros d'Austin en NBA Development League. Le 8 mars 2006, Fizer signe un 10-day contract avec les SuperSonics de Seattle, mais ne dispute aucune rencontre avec eux. Le 31 mars 2006, il est désigné MVP de la  NBA Development League pour la saison 2005-2006. Le même jour, il signe un nouveau 10-day contract avec les New Orleans/Oklahoma City Hornets.
Il cumule 289 rencontres NBA, étant titulaire à 35 reprises pour des moyennes de 9,6 points, 4,6 rebonds et 1,2 passe décisive, à 43,5 % de réussite aux tirs et 69,1 % aux lancers-francs en 20 min 9 et 4 saisons.
Il remporta la médaille d'or avec l'équipe américaine aux Goodwill Games 2001 à Brisbane avec des moyennes de 4,8 points et 3 rebonds et 55 % de réussite aux tirs. À l'été 2006, il signe un contrat d'un an avec l'équipe espagnole de Polaris World Murcia en Liga ACB, puis il joue pour les Capitanes de Arecibo, dans le championnat portoricain. En juin 2007, il signe un contrat de deux ans avec le Maccabi Tel-Aviv.

## Anecdote
Fizer fut l'un des joueurs les plus tatoués de NBA. En mars 2006, il avait plus de 30 tatouages sur le corps.